# 比爾阿提爾
34°44′59″N 8°03′28″E / 34.74972°N 8.05778°E

比爾阿提爾（阿拉伯语：‎），是阿爾及利亞的城鎮，位於該國東北部，由泰貝薩省負責管轄，是比爾阿提爾區的首府，面積1,522平方公里，2017年人口120,000，人口密度每平方公里79人。